# Макаревич, Наталия Владимировна
Ната́лия Влади́мировна Макаре́вич (род. 27 ноября 1971 года, Тамбов, Тамбовская область, РСФСР, СССР) — российский государственный деятель, мэр города Тамбова с 16 сентября 2019 года по 30 октября 2020 года.

## Биография
Родилась Наталия Макаревич 27 ноября 1971 года в городе Тамбов. Окончила среднюю общеобразовательную школу, а в 1993 году (с отличием) Российский экономический университет имени Г. В. Плеханова. После получения диплома о высшем образовании последовательно занимала руководящие должности в органах власти и коммерческом секторе. В 2015 году возглавила управление по развитию промышленности и торговли Администрации Тамбовской области. Позднее стала начальником управления строительства и инвестиций Тамбовской области.
16 сентября 2019 года Тамбовская городская дума выбрала Макаревич мэром Тамбова. Получив поддержку 29 из 33 депутатов, она приступила к обязанностям градоначальника, сменив на посту Дмитрия Самородина.
30 октября 2020 года отправлена в отставку по собственному желанию.
С 23 ноября 2020 - исполняющая обязанности заместителя главы администрации Тамбовской области.
С октября 2021 г. по сентябрь 2022 г. — временно исполняющая обязанности заместителя главы администрации Тамбовской области.
C сентября 2022 г. по апрель 2023 г. - исполняющая обязанности заместителя Главы Тамбовской области.
10 апреля 2023 г. назначена заместителем Главы Тамбовской области.

## Семья
У Наталии Макаревич есть дочь 1992 года рождения.

## Критика
На посту главы администрации города Тамбов критиковалась за то, что во время пандемии улетела вместе с дочерью во Вьетнам, откуда не могла вернуться из-за ограничений, связанных с коронавирусом. Также критиковалась за получение премии в размере 400 тысяч рублей по возвращении из Вьетнама.